# 亨特級巡防艦
亨特級巡防艦，亦有媒体误译为猎人级巡防舰，代號SEA 5000，是澳大利亞皇家海軍的为替換安扎克級巡防艦的新型巡防艦，設計母型為英國皇家海軍的26型巡防艦，並計畫搭載神盾戰鬥系統。建造计划在2009年首次提出，首艦於2024年於阿得雷德開始建造，计划建造6艘，於2030年代開始交付澳洲皇家海軍 ，并取代從1996年就開始服役的8艘安扎克級巡防艦。

## 历史

### 背景
2009年澳大利亚国防白皮书概述了“海军水面舰队的雄心勃勃的计划”。其核心是对十二艘新型潜艇和八艘比安扎克级更大的新式护卫舰的需求，并将重点放在反潜战。随附的国防能力计划指出，预计澳大利亚政府将在“2019年之后”做出决定。
2013年澳大利亚国防白皮书重申了未来护卫舰计划，并建议可以提前更换安扎克级护卫舰。
2016年澳大利亚国防白皮书提出增加1艘护卫舰的计划，使建造总数达到9艘。
在此背景下，阿博特政府委托兰德公司进行了一项研究，以确定澳大利亚未来海军造船的选择。报告发现：
- 澳大利亚可以通过谨慎管理长期的持续造船战略来维持海军造船工业基础，并定期交付新船。但这需要以澳大利亚海军造船业的改革和生产力的显着提高为前提。
- 如果国防部门认真管理其采购计划并使未来护卫舰能够运行25-30年，澳大利亚海军舰艇制造商可以维持18-24个月的大型舰艇建造速度。
- 无法克服空战驱逐舰项目完成与未来护卫舰开工之间的差距，但可以减少影响。在澳大利亚建造海军舰艇的成本比美国高出30-40%，与其他一些海军舰艇建造国相比甚至更高。澳大利亚目前是建造海军舰艇最昂贵的地方之一。但这种溢价可以通过提高生产率来降低。

基于兰德公司的报告，澳大利亚政府提出了一项890亿美元的造船计划。其中新型护卫舰计划的预算超过350亿美元，将为当地带来2000个就业岗位。

### 招标
2016年澳大利亚政府宣布西班牙的纳凡蒂亚造船厂、意大利的芬坎蒂尼集团和英国贝宜系统进入招标流程。此外，2017年10月，政府宣布该级将使用宙斯盾作战系统和萨博作战系统。

#### 纳凡蒂亚：F-5000
纳凡蒂亚造船厂给出的方案是基于之前为澳大利亚海军建造的霍巴特级驱逐舰的F-100方案的改进版。2014年，澳大利亚政府委托进行了一项使用霍巴特级船体的研究，纳凡蒂亚造船厂声称这表明它可以适应未来护卫舰计划的要求，包括整合CEAFAR雷达和萨博9LV作战系统。根据这项研究，该护卫舰将与霍巴特级驱逐舰有75%的系统通用性。主要武器包括一座48单元Mk41垂直发射系统、5英寸Mark 45舰炮以及反潜作战武器，包括船体声纳和主动和被动拖曳可变深度声纳以及SH-60海鹰直升机。
但纳凡蒂亚造船厂之前承建的霍巴特级驱逐舰因超支而遭受批评。到2015年，该级舰比计划落后三年，超出预算8亿美元。

#### 芬坎蒂尼：FREMM改进型
芬坎蒂尼提供了基于欧洲多用途巡防舰反潜版本的改进型号，表示该级舰只需要很少的改动（如整合澳洲的CEA FAR2相控阵雷达系统、安装美式MK45主炮）即可满足澳大利亚的要求。2016年，澳大利亚国防部长表示，“这家公司的优势之一是这艘船已经建成，已经投入使用。缺点是该公司不在此处运营。”

#### 贝宜系統：26型护卫舰
贝宜系统公司提供了其26型巡防艦的出口型。在英国皇家海军服役的26型护卫舰主要武器包括：先进的反潜武器；24单元的Mark 41垂直发射系统，可用于战斧巡航导弹等远程打击武器；48单元垂直发射系统，可用于CAMM防空导弹;一门5英寸火炮以及一架支奴干直升机。
2018年6月29日，澳大利亚政府宣布26型护卫舰中标，且在澳大利亚建造时将会做出改进。

### 建造
根据2016年澳大利亚防卫白皮书，首舰将于2022年开工，预计2031年服役。

## 推銷紐西蘭
根據简氏防務刊物官網「IHS Jane's 360」日前報導，由於紐西蘭政府「展露興趣」，貝宜系統（BAE Systems）澳洲分公司正向紐西蘭推銷本级巡防艦，為澳洲爭取出口訂單。澳洲政府考慮潛在出口機會「十分合乎邏輯」，因為這不僅能增強澳洲與紐西蘭皇家海軍的作業互通性，也有助於維持澳洲軍事造船能力。

## 同級艦
| 英文舰名      | 中文舰名         | 舷号     | 造船厂                   | 订购          | 开工          | 下水     | 入役       | 状态     | 命名来源                                              |
| 第一批次      | 第一批次         | 第一批次 | 第一批次                 | 第一批次      | 第一批次      | 第一批次 | 第一批次   | 第一批次 | 第一批次                                              |
| ------------- | ---------------- | -------- | ------------------------ | ------------- | ------------- | -------- | ---------- | -------- | ----------------------------------------------------- |
| HMAS Hunter   | 亨特号护卫舰     |          | 澳大利亚贝宜系统，奥斯本 | 2018年6月30日 | 2024年6月21日 |          | 預計2034年 | 已下单   | 约翰·亨特中将，第二任新南威尔士总督。                 |
| HMAS Flinders | 弗林德斯号护卫舰 |          | 澳大利亚贝宜系统，奥斯本 | 2018年6月30日 |               |          |            | 已下单   | 马修·弗林德斯，首次环游澳大利亚的舰长。               |
| HMAS Tasman   | 塔斯曼号护卫舰   |          | 澳大利亚贝宜系统，奥斯本 | 2018年6月30日 |               |          |            | 已下单   | 阿贝尔·塔斯曼，第一个到达塔斯马尼亚和新西兰的欧洲人。 |

### 相關
- 澳大利亞軍事
- 澳大利亞皇家海軍
- 26型巡防艦 英国（設計母型）
- 加拿大水面作戰艦 加拿大（外銷型）
- 星座級巡防艦
- 新一代巡防艦

## 資料來源
1. ↑  Pittaway, Nigel. . Defense News. 2018-06-29.
2. 1 2 3 4 5 6 7 8  . Royal Australian Navy. n.d.  [6 July 2018]. （原始内容存档于2021-01-19）.
3. ↑  . Department of Defence. Department of Defence. 3 October 2017  [2 October 2017]. （原始内容存档于2021-01-26）.
4. ↑  Kerr, Julian. . The Australian. 17 May 2017  [2017-06-06]. （原始内容存档于2017-12-01）.
5. 1 2   (PDF). : 71  [2022-05-03]. （原始内容 (PDF)存档于2021-09-16）.
6. ↑  澳洲替換紐澳軍團級計畫：SEA-5000 （页面存档备份，存于）mdc
7. ↑   (PDF). : 93  [2019-04-05]. （原始内容存档 (PDF)于2016-04-03）.
8. ↑  . 中時電子報. 2018-06-29  [2018-06-29]. （原始内容存档于2021-04-22） （中文（臺灣））.
9. ↑  Barrie, Chris.  (PDF). Security Challenges. Winter 2009, 5: 54  [2022-05-03]. （原始内容 (PDF)存档于2019-03-16）.
10. ↑   (PDF). : 18  [2022-05-03]. （原始内容 (PDF)存档于2022-04-13）.
11. ↑  . www.minister.defence.gov.au.   [2017-06-06]. （原始内容存档于2013-07-11） （美国英语）.
12. 1 2   (PDF). defence.gov.au. 25 February 2016  [2018-06-30]. （原始内容 (PDF)存档于2016-04-03） （澳大利亚英语）.
13. ↑  Andrews, Kevin. . www.minister.defence.gov.au. 2016-11-09  [2017-06-06]. （原始内容存档于2022-05-03） （英语）.
14. ↑  Andrews, Kevin; Abbott, Tony. . www.minister.defence.gov.au. 4 August 2015  [2017-06-06]. （原始内容存档于2015-09-20） （澳大利亚英语）.
15. ↑  Turnbull, Malcolm; Payne, Marise. . www.minister.defence.gov.au. 2016-11-09  [2017-06-06]. （原始内容存档于2017-09-22） （英语）.
16. ↑  . Australian Defence Magazine. 2016-04-18  [2017-06-06]. （原始内容存档于2022-04-13） （英语）.
17. ↑  Lewis, Rosie. . The Australian. 2017-10-03  [2017-11-21].
18. ↑  Air Warfare Destroyer Alliance. . www.ausawd.com.   [2017-06-06]. （原始内容存档于2018-06-29）.
19. ↑  Stewart, Cameron. . The Australian. 17 March 2016  [2017-06-06].
20. ↑  Kerr, Julian. . The Australian.   [2017-06-06]. （原始内容存档于2022-04-13）.
21. ↑  Air Warfare Destroyer Alliance.  (PDF).   [2022-05-03]. （原始内容 (PDF)存档于2018-06-29）.
22. ↑  McPhedran, Ian. . news.com.au. 2015-05-01  [2017-06-06]. （原始内容存档于2021-08-04） （英语）.
23. ↑  Pittaway, Nigel. . Australian Defence Magazine. 2017-02-12  [2017-06-06]. （原始内容存档于2022-04-13） （英语）.
24. ↑  Keane, Daniel. . ABC News. 2017-02-05  [2017-06-06]. （原始内容存档于2022-05-03） （澳大利亚英语）.
25. ↑  . BAE Systems | United Kingdom.   [2017-06-06]. （原始内容存档于2017-04-23） （英语）.
26. ↑  .   [2022-01-11]. （原始内容存档于2022-04-13）.
27. ↑  . 青年日報社. 2019-08-06  [2019-08-06]. （原始内容存档于2020-07-28） （中文（臺灣））.

## 外部連結
- Hunter-Class FFG （页面存档备份，存于）